# Mario Giuliacci
Mario Giuliacci (Città della Pieve, 29 novembre 1940) è un meteorologo ed ex militare italiano.

## Biografia
Dopo aver conseguito la maturità classica, prende in considerazione l'idea di diventare medico; ma dietro suggerimento della famiglia, visti i suoi successi nelle materie scientifiche, si iscrive alla facoltà di Fisica presso l'Università degli Studi La Sapienza a Roma, laureandosi con una tesi in meteorologia. Successivamente, entra  per concorso nel Servizio meteorologico dell'Aeronautica Militare. e viene inviato a Milano-Linate presso il CMR (centro meteo Regionale), uno dei 3 Centri meteorologici principali dell'Aeronautica Militare. Dal 1983 al 1990 dirige, come Tenente Colonnello fino al suo volontario congedo, la il Centro meteorologico di Milano Linate, un nucleo di circa 80 militari 
Dal 1992 al 2010 si occupa della rubrica meteorologica sui quotidiani Corriere della Sera e La Gazzetta dello Sport. 
Dal 1986 al 1993 è stato docente di Fisica dell'atmosfera presso il Corso di Laurea in fisica dell’Università agli Studi di Milano e poi, dal 1994 a 2014, nel Corso di Laurea in Scienze ambientali presso l’Università degli Studi di Milano-Bicocca.
Nel 1992 su sua iniziativa nasce, dal punto di vista operativo, il Centro Epson Meteo, con il quale collabora fino al 2010 occupandosi delle previsioni meteorologiche per i telegiornali Mediaset e per diversi siti internet. In questo ruolo diventa un volto televisivo noto conducendo, dal 1997 al 2010, le previsioni del tempo del TG5 delle ore 8 e delle ore 20; è stato affiancato dal figlio Andrea a partire dal 2002.
Dal 2005 cura per la rivista Dipiù Tv le previsioni del tempo e dal 2008 al 2010 partecipa alla trasmissione Mattino Cinque con Barbara D'Urso. Ad aprile 2011 firma un contratto televisivo in esclusiva con LA7 e dal 9 aprile 2011 conduce ogni weekend il meteo alle 7:30 e alle 9:30. È stato docente di meteorologia presso l'Istituto Aeronautico Antonio Locatelli di Bergamo.
È capo redattore del sito meteogiuliacci.it.

## Opere
- Climatologia fisica e dinamica della Valpadana, E.R.S.A., 1988, ISBN non esistente.
- Il vento e il tempo: la previsione meteorologica nella pratica sportiva, 1ª ed., Milano, Ugo Mursia Editore, 1993, ISBN 88-425-1533-7.
- Se non ci fosse la luna..., Milano, Ugo Mursia Editore, 1997, ISBN 88-425-2160-4.
- Mario Giuliacci, Paolo Corazzon e Andrea Giuliacci, Prevedere il tempo con internet, Milano, Alpha Test, 2001, ISBN 88-483-0174-6.
- Mario Giuliacci, Simone Abelli e Giovanni Dipierro, Il clima dell'Italia nell'ultimo ventennio, Milano, Alpha Test, 2001, ISBN 88-483-0175-4.
- Il vento e il tempo: la previsione meteorologica nella pratica sportiva, 2ª ed., Milano, Ugo Mursia Editore, 2003, ISBN 88-425-3070-0.
- Manuale di Meteorologia, 1ª ed., Milano, Alpha Test, 2003, ISBN 88-483-0457-5.
- Mario Giuliacci, Paolo Corazzon e Emanuela Giuliacci, Dottore, mi fa male il tempo!, 1ª ed., Segrate, Mondolibri, 2001, ISBN 88-483-0173-8.
- Mario Giuliacci, Paolo Corazzon e Emanuela Giuliacci, Dottore, mi fa male il tempo!, 2ª ed., Segrate, Mondolibri, 2007, ISBN 978-88-483-0982-0.
- Meteo Glossario, Novara, De Agostini, 2008, ISBN non esistente.
- Il clima: come cambia e perché, Milano, Alpha Test, 2008, ISBN 978-88-483-1036-9.
- Paolo Corazzon, Mario Giuliacci e Emanuela Giuliacci, La meteorologia per tutti, Milano, Alpha Test, 2008, ISBN 978-88-483-0991-2.
- Gianluca Bertoni, Flavio Galbiati e Mario Giuliacci, La neve. Cos'è e come si prevede, Milano, Alpha Test, 2009, ISBN 978-88-483-1198-4.
- Mario Giuliacci, Andrea Giuliacci e Paolo Corazzon, Manuale di Meteorologia, 2ª ed., Milano, Alpha Test, 2009, ISBN 978-88-483-1168-7.
- Andrea Giuliacci e Mario Giuliacci, Meteo curiosità. Tutte le domande e le risposte sul tempo di ieri, oggi e domani, Spinadesco, Ronca Editore, 2013, ISBN 978-88-7546-029-7.
- La previsione meteorologica. Il vento e il tempo nella pratica sportiva, Milano, Ugo Mursia Editore, 2014, ISBN 978-88-425-3763-2.
- Manuale di Meteorologia, 3ª ed., Milano, Alpha Test, 2016, ISBN 978-88-483-1828-0.
- Mario Giuliacci, Andrea Giuliacci e Paolo Corazzon, Manuale di meteorologia. Guida alla comprensione dei fenomeni atmosferici e dei cambiamenti climatici, 4ª ed., Milano, Alpha Test, 2019, ISBN 978-88-483-2185-3.
- Flavio Galbiati e Mario Giuliacci, Temporali e tornado, 3ª ed., Milano, Alpha Test, 2020, ISBN 978-88-483-2300-0.